# Турићевац
Турићевац (алб. Turiqec) је насеље у општини Србица, Косово и Метохија, Република Србија.

## Становништво
| Демографија | Демографија | Демографија |
| Година      | Становника  | Становника  |
| ----------- | ----------- | ----------- |
| 1961.       | 569         |             |
| 1971.       | 476         |             |
| 1981.       | 643         |             |
| 1991.       | 740         |             |